# Конан варварин
Конан варварин (енгл. Conan the Barbarian) је амерички филм из 1982. године. 

## Радња
Једне зиме у Бронзаном добу, дјечак Конан је свједок убиства својих родитеља. Починилац је тајанствени Талса Дум, који је са својом војском напао његово село у потрази за челиком. Конана продају у робље, гдје ће да врти огромни дрвени точак. Године пролазе, и након што су сви остали робови умрли, Конан остаје жив и расте у снажног човјека. Купују га и запошљавају као гладијатора, па га на крају пуштају на слободу. По први пут се мора ослонити на своје инстинкте како би опстао. Конан среће номада Суботаја и плавокосу Валерију, те у једном граду наилази на храм у којем се налази култ змија, на чијем је челу управо Талса Дум. 
Трио пљачка храм и после тога их воде у двор краља Осрика, који им даје хрпу златника и драгуља само да му нађу кћерку, која се окренула култу змија. На њихово чуђење Осрик им одговара: „Дође вријеме, лопове, када драгуљи престану сијати, када злато изгуби своју драж и када дворска соба постане затвор, а све што је остало је очева љубав за своје дијете.“ На њиховом путу Конан се заљубљује у Валерију и коначно проналази храм у којем Талса Дум води свој култ. Када га је коначно срео, Дум му говори: „Моје дијете, дошао си ка мени мој сине. Јер ко је твој отац ако то нисам ја? Ја сам извор из којег ти течеш. Када ја нестанем, ти никада ниси ни био. Шта би твој свијет био без мене?“ 
Конана вежу за стабло, не би ли га живог растргли лешинари, али Конан ипак преживљава захваљујући својим пријатељима. Након неуспелог напада на Дума, овај убија Валерију и Конан креће у освету, која завршава тиме што Конан узима мач и сијече му главу. Када су то видели његови следбеници, сви се разилазе осим једне дјевојке: Осрикове кћерке, коју ће Конан вратити њеном оцу.

## Улоге
| Глумац             | Улога                    |
| ------------------ | ------------------------ |
| Арнолд Шварценегер | Конан                    |
| Џејмс Ерл Џоунс    | Талса Дум                |
| Макс фон Сидоу     | Краљ Озрик               |
| Сандал Бергман     | Валерија                 |
| Вен Дејвидсон      | Рексор                   |
| Касандра Гава      | Вештица                  |
| Џери Лопез         | Суботај                  |
| Мако               | Чаробњак Акиро / наратор |
| Валери Квинесен    | Принцеза                 |
| Вилијам Смит       | Конанов отац             |
| Франко Колумбу     | Пиктски извиђач          |
| Џек Тејлор         | свештеник                |
| Свен-Оле Торсен    | Торгрим                  |
| Надјушка           | Конанова мајка           |

## Зарада
- Зарада у САД - 39.565.475 $
- Зарада у иностранству - 29.286.000 $
- Зарада у свету - 68.851.475 $

## Анализа
Филм Конан Варварин спада у врхунска остварења седме уметности. Ово остварење у својој основи има филозофију немачког филозофа Фридриха Ничеа, али прави отклон од Ничеове филозофске баштине, стварајући уметничким средствима која стоје филмској уметности на располагању једног хуманијег натчовека. Исто тако, Милијус уводи постојање оностраног света у коме душа надживљава смрт тела исказујући га појавом Конанове драгане која му спашава живот у борби са Рексором. Идеја још једног света је оно што Ниче презире.
Ипак, отклон од Ничеове филозофије није суштински јер Конан Варварин позитивно приказује филозофију рата и храбрости. Воља, која је главна мушка особина и темељ Ничеове филозофије, уметнички је приказана на један врхунски начин. Не можемо се сетити ни једног приказа у уметности уопште који боље представља снагу воље од сцене са млином.
И филозофија немачког филозофа Артура Шопенхауера, која представља срж религија попут хришћанства и будизма, има своје место у филму. Воља је централни мотив и код Шопенхауера, на кога се млади Ниче веома угледао. Код Шопенхауера је воља оно што треба укинути и та противживотност је негативно осликана у филму. Ничеова и Шопенхауерова филозофија су намерно биле предмет којима се филм бави. Што се тиче Хегелове идеје о признању, не можемо проценити да ли је Милијус намерно обрађује или је сам дошао до таквог концепта у некој филозофски још неразвијеној форми. Код Милијусовог дела се налазе још многе друге филозофске идеје и проблеми душе које режисер уметничким оруђима разрешава. Такође је упадљиво да се Милијус веома вешто служио знањима из историје и археологије да би дочарао атмосферу гвозденог доба. Атмосфера коју је овај уметник створио лепша је и истинитија од већине филмова који обрађују стварне историјске личности и догађаје. Не смемо заборавити ни саучесника у сценарију – Оливера Стоуна. Посебно место има музика Басила Поледоуриса која се по својој епској снази и лепоти може мерити само са Вагнеровим опусом. Важно је поменути и фантастичног Џејмса Ерл Џоунса који чини један од стубова филма, јер тешко је замислити да уметничко дело успе, а да негативац није убедљив. Управо је убедљиви негативац оно што недостаје наставку. Арнолд Шварценегер је услов sine qua non. Жеља за стварањем филмске верзије Конана Варварина је постојала одавно, али није била остварљива без глумца попут Шварценегера. Иако је по тематици којом се бави, ово остварење најфилозофскији филм до сада снимљен, праву вредност поседује више због необјашњивог начина на који је успео да нам ове идеје представи.